# Hanerahu
Hanerahu est une île d'Estonie. Sa superficie est de 1,2 hectare et se situe au sud de l'île d'Hiiumaa. Elle fait partie de la commune de Pühalepa ainsi que de la Réserve naturelle des îlots de la région de Hiiumaa.